# Conaperta flavibacillum
Conaperta flavibacillum är en plattmaskart som först beskrevs av Jensen 1878.  Conaperta flavibacillum ingår i släktet Conaperta och familjen Convolutidae. Inga underarter finns listade i Catalogue of Life.